# 다카쓰역 (가나가와현)
다카쓰역(일본어: 高津駅, たかつえき)은 일본 가나가와현 가와사키시 다카쓰구에 있는 도쿄 급행 전철의 역이다. 역 번호는 DT09이다.

## 개요
본 역은 덴엔토시 선의 단독역이다. 덴엔토시 선 열차 외, 복복선을 이용하여 미조노쿠치 역까지 오이마치 선의 열차 중 각역정차의 일부가 정차하지만 본 역 전후로 복복선 구간에서는 덴엔토시선용 선로를 경유하는 형태로 정차가 된다. 본래의 오이마치 선용 선로에는 승강장이 없는 관계로, 미조노쿠치 역과 달리 정식 오이마치 선 역으로 취급되지 않는다(후타코신치 역도 마찬가지). 역 번호도 덴엔토시 선의 DT09만 부여되어 있다.
역명이 "다카쓰"역이지만, 다카쓰 구의 중심역은 남쪽에 있는 미조노쿠치 역과 동일본여객철도(JR 동일본) 난부 선의 무사시미조노쿠치역이다.

## 역사
- 1927년 7월 15일: 다마가와 전기철도 미조노쿠치 선의 개통과 동시에 영업 개시.
- 1943년 7월 1일: 궤간을 1,372mm에서 1,067mm로 변경하고 오이마치 선(오이마치 ~ 미조노쿠치 역간)으로 이관됨.
- 1977년 3일: 고가화. 승강장 위치 이동.
- 1982년 4월 3일: 역의 후타고신치 방향 고가 밑에 전철과 버스의 박물관 개업.
- 2002년 9월 1일: 전철과 버스의 박물관이 개량 공사로 인하여 폐관됨(이후, 2003년 3월 21일 미야자키다이 역 동쪽으로 이전하여 재개).
- 2007년
  - 11월 11일: 하행선 승강장이 신설된 승강장으로 이설됨.
  - 12월 23일: 상행선 승강장이 이전의 하행선 승강장에 임시로 이설됨.
- 2008년 6월 29일: 상행선 승강장이 신설된 승강장으로 이설됨.
- 2009년 7월 11일: 복복선화 공사가 완성됨과 동시에 양쪽에 대면식의 상하행선 승강장 2면 2선, 중앙에 2선의 통과선을 설치하고 동쪽 출입구와 개찰구를 신설함.

## 역 구조
상대식 승강장 2면 4선의 고가역이다. 4개의 선로의 두 외측, 즉 덴엔토시 선 선로에만 승강장이 있고 안쪽 2선, 즉 오이마치 선의 선로에는 열차가 정차하지 않는다. 그래서, 오이마치 선의 각역정차(종별 표시가 흰색 표시) 열차가 덴엔토시 선의 각역정차를 추월하는 모습을 볼 수 있다. 또, 오이마치 선은 종별 표시가 초록색에 흰 문자의 각역정차 열차는 덴엔토시 선 선로를 주행하고 본 역에 정차한다.
개찰구는 미조노쿠치 방향의 니시구치와 후타코신치 방향의 히가시구치로 총 2개 있다. 개통 이후, 오랫동안 서쪽에만 출입구가 존재하였으나 개량 공사의 진척에 따라 2009년 7월에 동쪽에도 출입구가 설치되어 종래의 개찰구는 서쪽으로 되었고 과거 개량 공사의 도상에서는 가설에 설치된 상하행선 승강장의 연결 통로에도 개찰구가 설치된 바 있다.
화장실은 오랫동안 개찰 외 고가시타에 있는 가와사키 시가 관리하는 것만 있었고 역 내에는 개량 공사의 진척에 따라서 동년 6월 개찰 내에 신설되었다.

### 승강장
| 번호 | 노선        | 방향 | 행선                                                                | 비고                           |
| ---- | ----------- | ---- | ------------------------------------------------------------------- | ------------------------------ |
| 1    | 덴엔토시 선 | 하행 | 사기누마・나가쓰타・주오린칸 방면                                   | 오이마치 선 미조노쿠치 행 포함 |
| 4    | 덴엔토시 선 | 상행 | 후타코타마가와・시부야・ 한조몬 선 오시아게・ 도부 선 가스카베 방면 | 오이마치 선 미조노쿠치 행 포함 |

- 오이마치 선 통과선에는 승강장이 없지만 하행이 2번 선, 상행이 3번 선이다. 그래서 승강장의 번호 표시는 1,4번 선으로 표기되고 있으며 상하행선과도 안내표나 발차표에는 오이마치 선에 관한 언급이 없다.
- 덴엔토시 선 각역정차의 전 열차와 오이마치 선 각역정차 중 종별 표시가 청색의 열차만 정차한다. 본 역에 정차하는 오이마치 선 열차는 낮 시간대(11 ~ 15시대)로 상하행선에서 매시 각 4편성(총 20편성 왕복) 및 새벽 5 ~ 6시대의 상행(오이마치 방면)선의 3편성과 야간 및 심야의 20 ~ 24시대 하행(미조노쿠치 방면)에서 5 ~ 8편성이다.

## 역 주변
과거 이 역의 고가 밑에는 "전철과 버스의 박물관"이 있었지만 복복선화 개량 공사로 인하여 미야자키다이 역 고가시타로 이전했다.
- 데이쿄 대학 의학부 부속 미조쿠치 병원
- 국도 제409호선
- 가나가와 현 경찰 다카쓰 경찰서
- 가와사키 시 소방국 다카쓰 소방서
- 가와사키 시립 다카쓰 도서관
- 가와사키 미조노쿠치 우체국
- 라운드 원 다카쓰점
- 오야마 가도 고향관
- 맥도날드 다카쓰점

## 사진

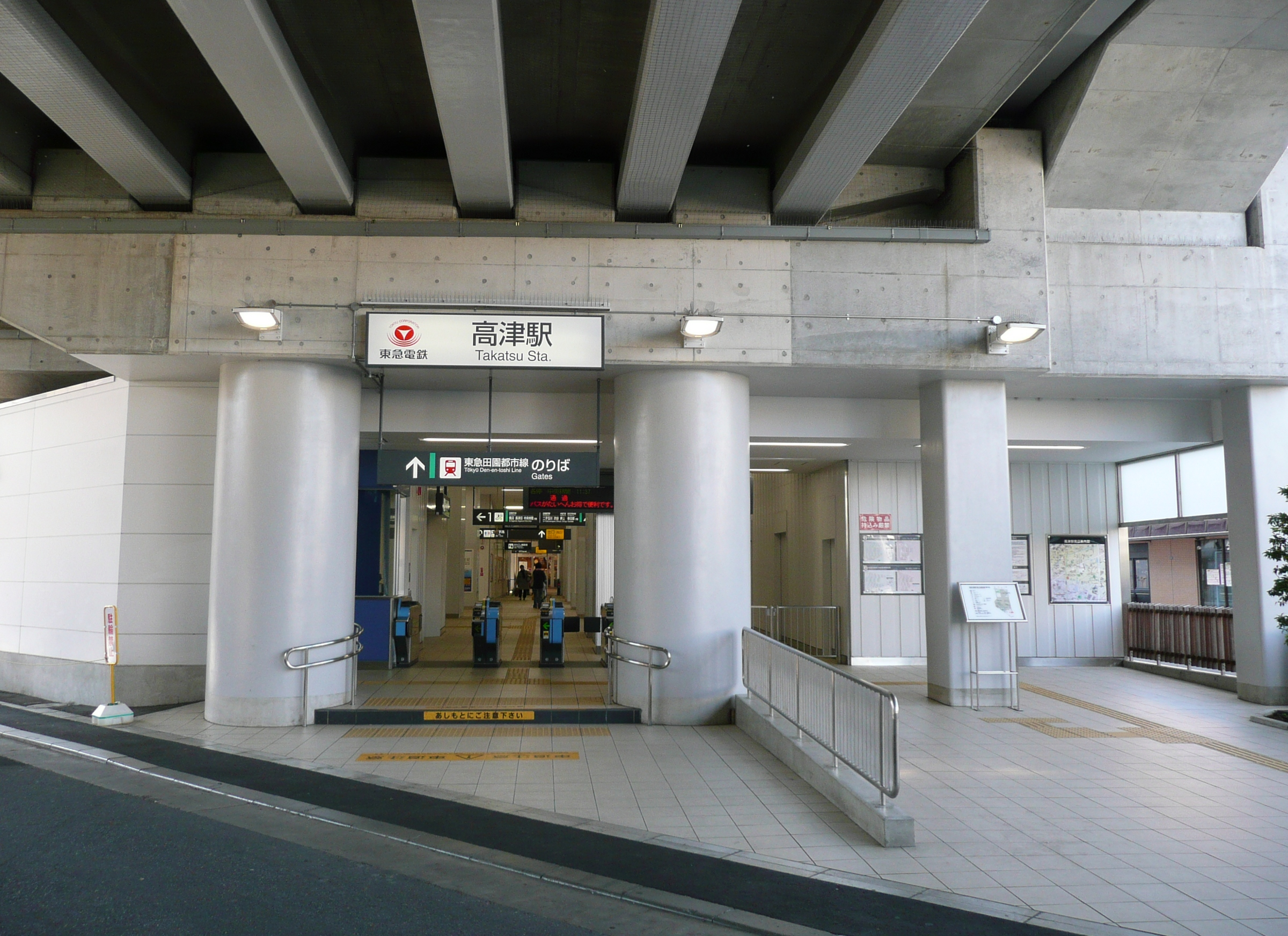
동쪽 출입구
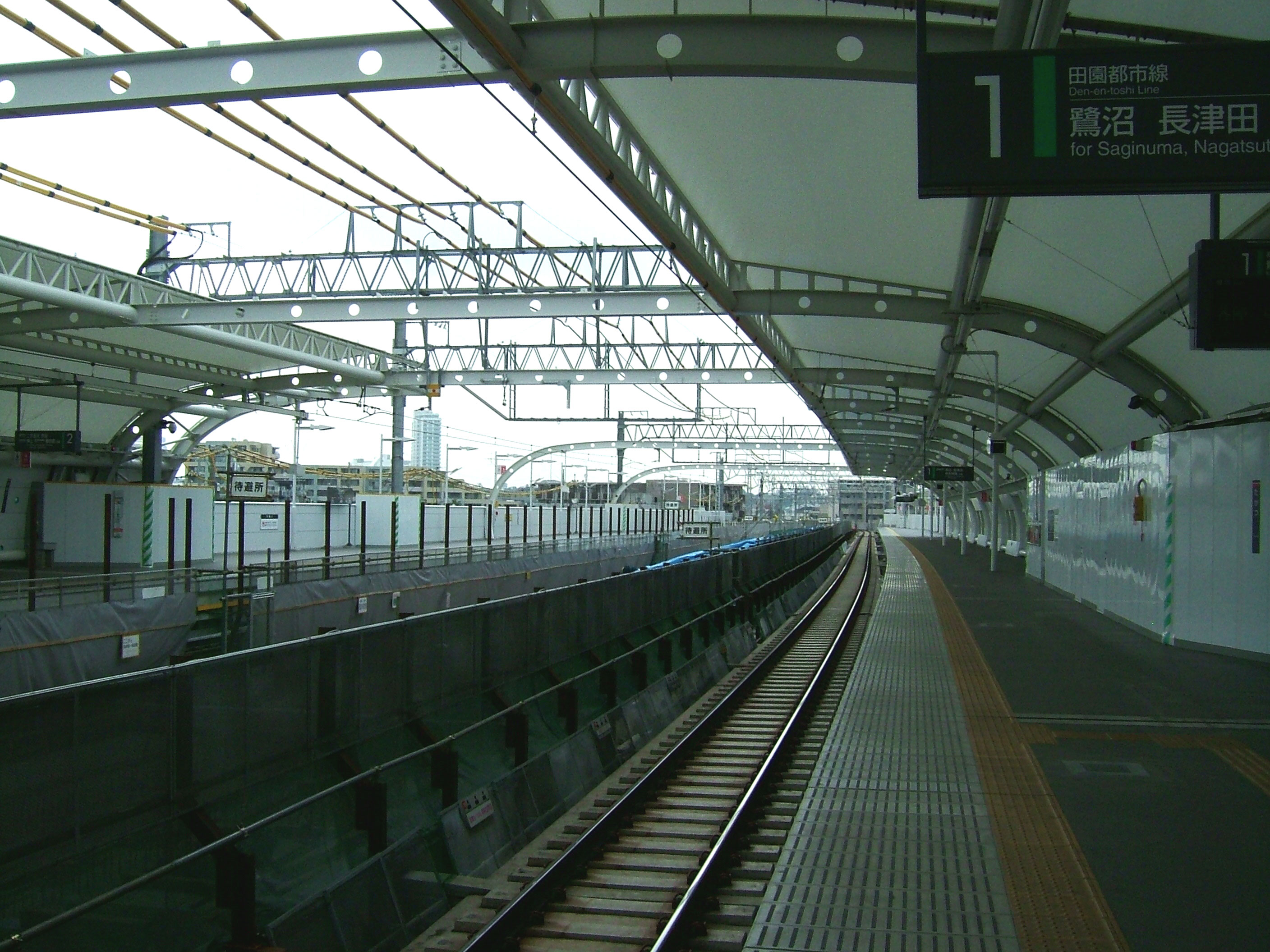
공사중인 시절의 1번 승강장
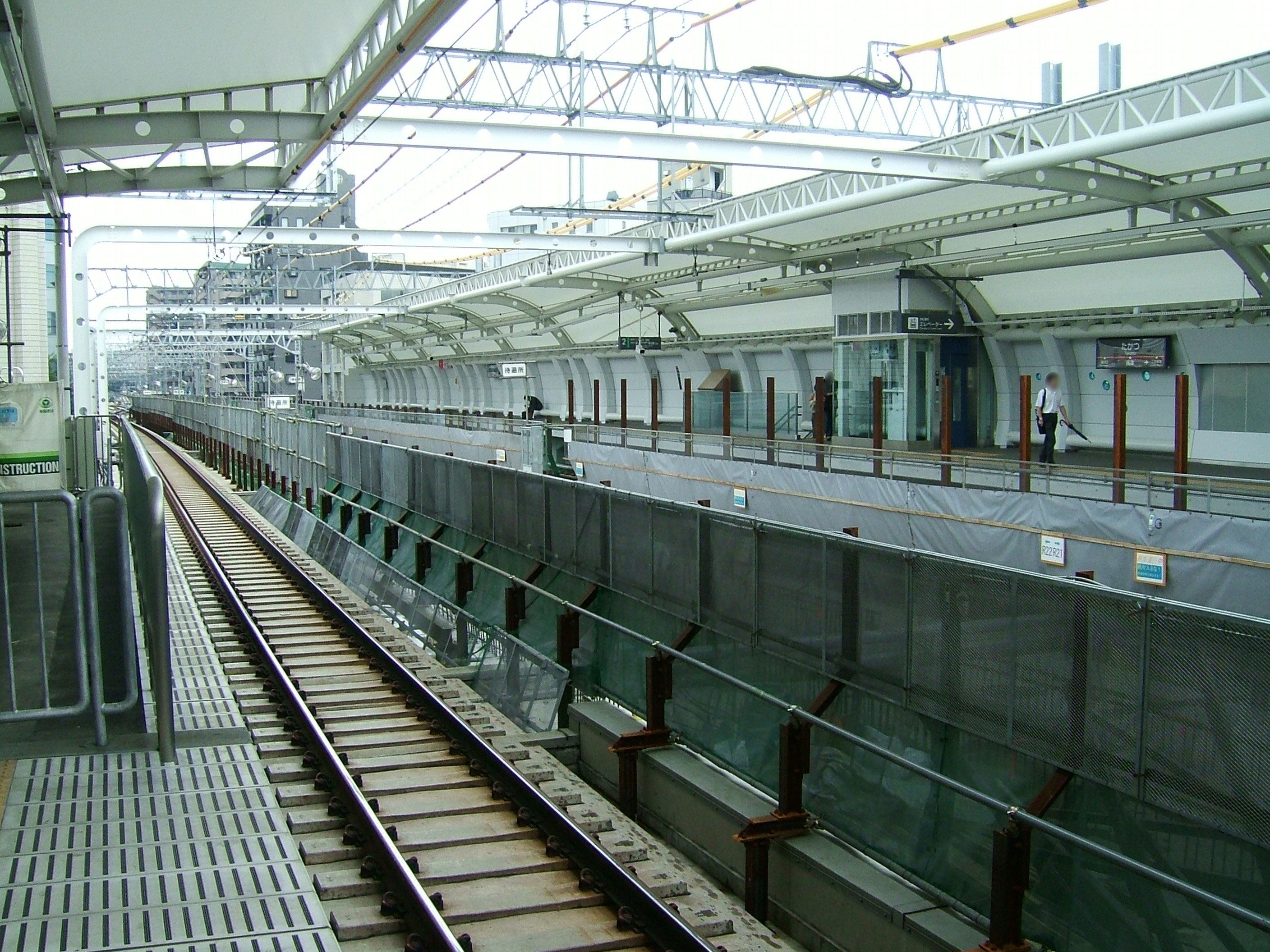
공사중인 시절의 2번 승강장

## 인접역
| 도쿄 급행 전철 덴엔토시 선    | 도쿄 급행 전철 덴엔토시 선 | 도쿄 급행 전철 덴엔토시 선      |
| ----------------------------- | -------------------------- | ------------------------------- |
| DT08 후타코신치 시부야 방면   | ■ 각역정차                 | 미조노쿠치 DT10 주오린칸 방면   |
| 도쿄 급행 전철 오이마치 선    |                            |                                 |
| DT08 후타코신치 오이마치 방면 | ■ 각역정차                 | 미조노쿠치 OM16 미조노쿠치 방면 |